# Jacob Johannis
Jacob Johannis (Vestrogothus), död 12 december 1602 i Tengene socken, var en biskop i Skara 1569–1595. Han blev formellt avsatt som liturgist i samband med Uppsala möte 1593. Han kvarstod ändå som biskop till 1595.
Jacobus Johannis var bondson från Främmestads socken. Han skall enligt senare uppgifter i vuxen ålder ha börjat studera i Skara för att undgå krigstjänst. 1565 omtalas han som ordinarius i Örebro, och vid riksdagen i Stockholm i januari 1569 fick han efter trohetsförsäkran till Johan III löfte om biskopstjänsten i Skara stift, som han tillträdde 1570. Jacobus Johannis tillhörde dem som villigast rättade sig efter Johan III:s kyrkoreformer och redan 1577 förmådde han prästerna i sitt stift att anta liturgin. Troligen var hans följsamhet mer orsakad av lojalitet med kungen än personlig övertygelse. 1593 skickade han sin son till Uppsala möte med avbön för sina och domkapitlets försyndelser mot den lutherska läran och lovade bättring. Han avsattes dock senare samma år.
Han var far till Olaus och Petrus Columbus.